# Henning von Arnim (Verwaltungsjurist)
Henning Friedrich Joachim von Arnim (* 14. April 1916 in Charlottenburg; † 5. Mai 1990 in Saarbrücken) war ein deutscher Verwaltungsjurist und Oberfinanzpräsident.

## Leben

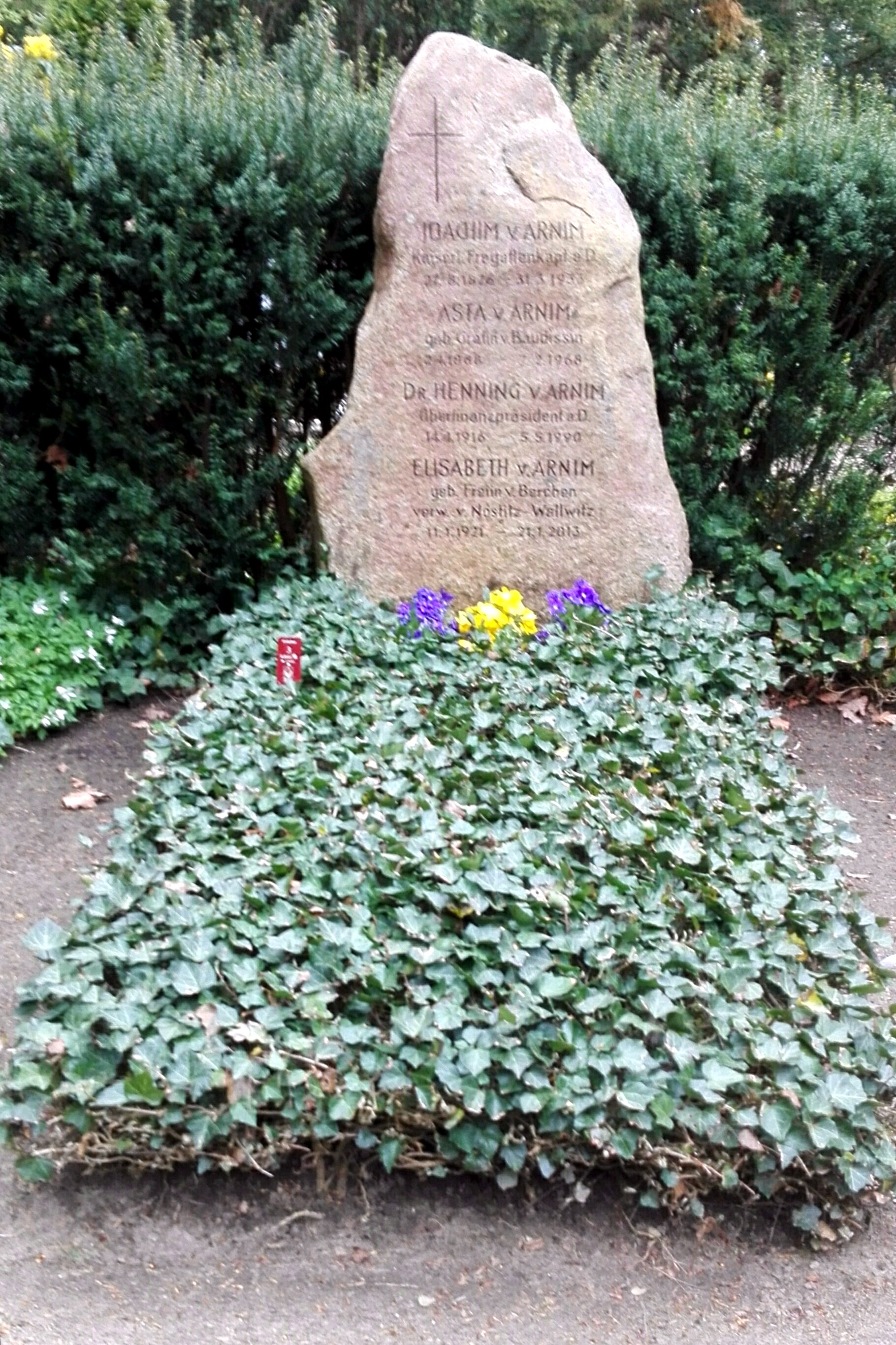
Grabstätte, Lübeck Burgtorfriedhof, NT-N-16.II

### Herkunft
Henning Friedrich Joachim von Arnim wurde am 14. April 1916 in Charlottenburg geboren. Sein Vater war der Marineattaché und Fregattenkapitän Joachim Hans Detleff von Arnim (1876–1933), seine Mutter war Asta Gräfin von Baudissin (1888–1968), die Tochter des kaiserlichen Admirals Friedrich Graf von Baudissin. Henning von Arnim starb am 5. Mai 1990 in Saarbrücken.

### Werdegang
Nach dem Abitur leistete er seinen Wehrdienst und blieb Soldat wegen des inzwischen ausgebrochenen Krieges. Bei Kriegsende stand er im Range eines Majors.
Danach studierte er Rechtswissenschaft erst in Heidelberg, dann in Kiel, wo er 1951 mit der Dissertation „Der Verfassungsschutz im Bonner Grundgesetz, ein Vergleich mit der Reichsverfassung von 1919“ zum Dr. jur. promoviert wurde.
Nach dem 2. juristischen Staatsexamen wurde er als Beamter des Höheren Dienstes 1952 bei der Bundesfinanzverwaltung eingestellt. Innerhalb dieser Verwaltung stieg er schnell auf und wurde schließlich 1972 Präsident der Oberfinanzdirektion Saarbrücken. In dieser Position verblieb er bis zu seiner Versetzung in den Ruhestand 1981.
Neben seiner hauptberuflichen Tätigkeit als Oberfinanzpräsident war er nebenberuflich als Dozent für Europa-Recht an der
Universität Saarbrücken tätig.
Nach seinem Tode wurde er im Familiengrab auf dem Burgtorfriedhof in Lübeck beigesetzt.

## Familie
Henning von Arnim war mit Elisabeth Anna (Anneli), geborene Freiin von Berchem (1921–2013) verheiratet. Sie war in erster Ehe mit Harald von Nostitz-Wallwitz, verunglückt 1941, liiert und die Tochter des bayrischen Kammerjunkers und Majors der Luftwaffe Friedrich Freiherr von Becherm und der Elisabeth Rinck genannt Freiin von Starck.

## Ehrungen
Henning von Arnim war Ehrenritter des Johanniterordens. Er wurde außerdem mit dem Großen Bundesverdienstkreuz der Bundesrepublik Deutschland ausgezeichnet.

## Veröffentlichungen
- Das Gesetz zur Regelung der Rechtsverhältnisse der verdrängten Beamten und Berufssoldaten, Vahlen, 1951,
- Der Beamte als Vorgesetzter, v. Decker, Hamburg, 1961